# Goswin Haex van Loenhout
Goswin Haex von Loenhout, O. Carm. ou Goswinus Hexius (1398 – 31 de março de 1475) foi um prelado católico romano que serviu como bispo auxiliar de Utrecht de 1469 a 1475.

## Biografia
Foi ordenado sacerdote carmelita em Vlissingen. No dia 15 de Maio de 1469, foi nomeado durante o papado de Paulo II como Bispo Auxiliar de Utrecht e Bispo Titular de Hierápolis na Frígia ou Hierápolis na Síria. A 29 de Setembro de 1469, foi consagrado bispo por Guillaume Fillastre, bispo de Tournai. Serviu como Bispo Auxiliar de Utrecht até à sua morte no dia 31 de Março de 1475.